# Urodasys nodostylis
Urodasys nodostylis is een buikharige uit de familie Macrodasyidae. Het dier komt uit het geslacht Urodasys. Urodasys nodostylis werd in 1974 voor het eerst wetenschappelijk beschreven door Schoepfer-Sterrer.